# 死神様に最期のお願いを
『死神様に最期のお願いを』（しにがみさまにさいごのおねがいを）は、山口ミコトによる日本の漫画作品。スクウェア・エニックス刊『月刊ガンガンJOKER』2009年11月号から2011年4月号まで連載された。また、連載開始前のプロトタイプ版として同社のウェブコミック配信サイト『ガンガンONLINE』にて2008年10月9日に掲載された読み切り版が存在する。『月刊ガンガンJOKER』2019年4月号から2021年2月号まで、古代甲の作画によるリメイク『死神様に最期のお願いをRE』（しにがみさまにさいごのおねがいをアールイー）が連載された。

## ストーリー
両親と実の妹3人を殺し、死刑判決を受けた相田静の前に現れたのは、死んだはずの妹、響だった。彼女はその死後、死神として転生し、家族を殺した静を確実に地獄へ落とすためにやって来たという。通常許されないはずの身内の魂を導く役目を譲られた響は、その条件として死神のもう一つの役目「最期の願い」を課される。そこには自分と両親を殺した事件の思いがけない真相が隠されていた。

## 登場人物
相田 静（あいだ しずか）
主人公。怪しげな小説を書いており、何を考えているのか分からないが、妹想いの優しい性格。自分の家族が惨殺された事件の記憶がなく、なすがままに事件の被疑者となってしまった。実はこれはヒビキの「最期の願い」（後述）によるものであり、有澤に殺害されて蘇生してから、事実を知った（思い出した）ヒビキとともに本当の犯人を見つけるために活動を始める。マスメディアには「殺害された遺体が姿を眩ました殺人犯」と報道されている。
相田 響（あいだ ひびき）
静の妹で、本作のヒロイン。同僚の死神からはヒビキと呼ばれる。素直でない性格だが、静のことはそれなりに慕っている。家族を殺した静を怨んでいたが、実は自身が殺されて死亡する間際に死神と対面した際、当時兄にとある不満をかかえていたことから、「不幸になればいい」という「最期の願い」を使用していた。そのことにより、静は冤罪の憂き目を見る結果となってしまった。

### 死神
サーヤ
ヒビキの上司の死神。タイトスカートを着用した沈着な女性で、ショートヘアーで、ふち無し眼鏡を掛けている。
生前から感情の起伏が少なく、ルールを守る冷徹な性格をしていた。死神になったばかりのころはロングヘアーだったが、担当になった東の願いから髪を切っている。
固有能力は「人間の記憶を自在に消去できる」。だが、自分の記憶も消せる。
サツキ
小柄で金髪の死神。姉御肌で、死神としてのキャリアが長く情報にも詳しい。地上勤務の死神の長。「鬼」の資格を持つ。
ルカ
地上勤務の死神。黒髪が基本の死神において珍しい金髪。サーヤの前では黒髪にする。ウメ、ヨシノと併せて「落ちこぼれの集まり」とも言われる。
ウメ
地上勤務の死神。人見知りだが、静にはすぐ懐いた。超然とした性格で「あ」が口癖。
最強の死神として知られている
ヨシノ
地上勤務の死神。柔らかな雰囲気でグラマラスなお姉さん。
アヤメ
死神長。サツキと同等のキャリアで、スマートな女性。「鬼」の資格を持つ。生真面目な一面がある。
固有能力は死者と生者も含めた人間の情報を引き出すことができる。

### その他の登場人物
有澤 麻美（ありさわ あさみ）
ヒビキが担当した「最期の願い」の対象者。病弱な体質で、「健康な肉体」という願いをヒビキに打ち明ける。実は殺人衝動を持っている危険人物であり、自由に動ける体は、相田家惨殺事件の犯人のコピーキャットを目的としていた。本性を見せてヒビキに「最期の願い」をキャンセルされたが、隙を見て静を殺害する。洞察力に優れ、静が殺人を犯していないことを前々から知っていた。
マサムネ
「囚人」でありサツキの配下。サツキがオーナーのコンビニで働いている。粗暴な一面があるが、根は真面目。
サスケ
「囚人」でありサツキの配下。サツキがオーナーのコンビニで働いている。少しぼうっとした所がある。
北条 白羽（ほうじょう しろは）
ツインテールの少女。有澤麻美に殺害された被害者の一人。事件現場に来るにはあまりにも普通の女の子で、｢実の家族を殺す人の理由を聞きたい｣と思い少年Aとの接触を希望していた。
北条 紅羽（ほうじょう くれは）
白羽の姉。実の父親に殺されそうになる白羽を守るため、父親を殺す計画を立てていた。だが、自分で用意していたナイフで返り討ちにあって殺されてしまっている。それから長い期間、遺体を死神に見つけてもらえなかったために悪霊と化しており、無関係な少女に取り憑いて父親を刺し殺そうとするも静によって邪魔をされて、白羽とお互いに死後再会して正気を取り戻している。
相田 鏡子（あいだ きょうこ）
女性。15年前に死亡している。

## 用語
最期の願い
死期が近い人間に対して施される、死ぬ前に願いを一つだけ叶えられるという救済処置。対象者の不満を解消し、「悪霊」になるのを防ぐという役目を担っている。
鬼
一部の死神が持つ特別な資格であり、これを有することにより地獄の囚人を自分の配下に置くことが出来る。
囚人（プリズナー）
「鬼」に仕える存在。元は地獄に落ちた人間であり、「鬼」のもとで働くことで地獄での刑期を納めている。

## 書誌情報
- 山口ミコト 『死神様に最期のお願いを』 スクウェア・エニックス〈ガンガンコミックスJOKER〉、全4巻
  1. 2010年3月20日初版、ISBN 978-4-7575-2827-7
  2. 2010年8月21日初版、ISBN 978-4-7575-2979-3
  3. 2010年12月22日初版、ISBN 978-4-7575-3104-8
  4. 2011年6月22日初版、ISBN 978-4-7575-3239-7
- 原作：山口ミコト、作画：古代甲 『死神様に最期のお願いをRE』スクウェア・エニックス〈ガンガンコミックスJOKER〉、全5巻
  1. 2019年8月22日発売、ISBN 978-4-7575-6251-6
  2. 2020年1月22日発売、ISBN 978-4-7575-6476-3
  3. 2020年6月22日発売、ISBN 978-4-7575-6710-8
  4. 2020年11月21日発売、ISBN 978-4-7575-6950-8
  5. 2021年4月22日発売、ISBN 978-4-7575-7210-2